# Otto Anselmino
Otto Anselmino (* 15. Juli 1873 in Mannheim; † 30. September 1955 in Koserow; vollständiger Name: Otto Herrmann Anselmino) war ein deutscher Pharmazeut, der von 1920 bis 1938 als außerordentlicher Professor für pharmazeutische Chemie an der Friedrich-Wilhelms-Universität Berlin sowie darüber hinaus von 1928 bis 1933 im Ständigen Opium-Zentralausschuß des Völkerbundes wirkte. Er gestaltete die damaligen nationalen und internationalen Rechtsgrundlagen zum Verkehr und Umgang mit Betäubungsmitteln wesentlich mit und war außerdem Mitherausgeber des Kommentars zur fünften und sechsten Ausgabe des Deutschen Arzneibuches.

## Leben
Otto Anselmino besuchte das Gymnasium in seiner Heimatstadt und in Lahr/Schwarzwald. Er absolvierte ab 1890 eine Pharmazieausbildung in Ludwigshafen am Rhein, Mannheim sowie Baden-Baden, und legte 1898 an der Universität Heidelberg das pharmazeutische Staatsexamen ab. Zwei Jahre später promovierte ebenfalls in Heidelberg mit einer chemischen Arbeit. Darüber hinaus bestand er 1903 die Prüfung zum Lebensmittelchemiker an der Universität Greifswald, an der er 1904 Privatdozent und in der Folgezeit auch habilitiert wurde. Ab 1908 war er in der pharmazeutischen Abteilung des Kaiserlichen Gesundheitsamts in Berlin tätig, an dem er Oberregierungsrat wurde. Außerdem wirkte er als Dozent sowie von 1920 bis 1938 als außerordentlicher Professor für pharmazeutische Chemie an der dortigen Friedrich-Wilhelms-Universität, an die er sich 1912 umhabilitieren lassen hatte.
Otto Anselmino war 1911 beziehungsweise 1926 Mitherausgeber des Kommentars zur fünften und sechsten Ausgabe des Deutschen Arzneibuches. Darüber hinaus wirkte er von 1922 bis 1933 im Opium-Überwachungsausschuß des Völkerbundes in Genf wesentlich an der Ausarbeitung des internationalen Rechts sowie der nationalen Gesetzgebung zum Verkehr und Umgang mit Betäubungsmitteln in Form des Opiumgesetzes mit. Das Genfer Opiumabkommen vom 19. Februar 1925 war von Deutschland unter dem Vorbehalt unterzeichnet worden, dass eine Ratifizierung nur bei der Wahl eines Deutschen in den Ständigen Zentralausschuß erfolgen würde. Die Reichsregierung schlug Otto Anselmino vor, der daraufhin am 14. Dezember 1928 in den Ausschuss gewählt wurde und Ende 1928 aus dem Amt eines Oberregierungsrats im Reichsgesundheitsamt ausschied. Nachdem Deutschland 1933 aus dem Völkerbund ausgetreten war, beendete er ein Jahr später seine Mitarbeit im Ständigen Zentralausschuß.
Er zog 1938 nach Wolgast, die Heimatstadt seiner Ehefrau, und arbeitete in der Folgezeit als Sachverständiger für die pharmazeutische Industrie. Nach dem Ende des Zweiten Weltkrieges unterrichtete er Latein und Chemie an der Wolgaster Oberschule und in der Erwachsenenbildung von Menschen, die kriegsbedingt ihre schulische Ausbildung unterbrochen hatten.
Otto Anselmino starb 1955 in Koserow auf der Insel Usedom. In Wolgast trägt ihm zum Gedenken seit den 1950er Jahren die Anselmino-Apotheke seinen Namen.

## Werke (Auswahl)
- Kommentar zum Deutschen Arzneibuch: Auf Grundlage der Hager-Fischer-Hartwichschen Kommentare der früheren Arzneibücher. Zwei Bände. Fünfte Ausgabe, Berlin 1911 Digitalisierte Ausgabe; Sechste Ausgabe, Berlin 1926 (als Mitherausgeber)
- Pharmazeutisch-chemisches Rechenbuch. Berlin 1928 (als Mitautor)
- Kommentar zu dem Gesetz über den Verkehr mit Betäubungsmitteln (Opiumgesetz) und seinen Ausführungsbestimmungen. Berlin 1931 (als Mitautor)
- ABC des stupétiants. Genf 1931